# 11163 Milešovka
(11163) Milešovka, denumire internațională (11163) Milesovka, este un asteroid din centura principală de asteroizi.

## Descriere
11163 Milešovka este un asteroid din centura principală de asteroizi. A fost descoperit pe 4 februarie 1998 la Observatorul Kleť de Zdeněk Moravec. Asteroidul prezintă o orbită caracterizată de o semiaxă mare de 3,04 ua, o excentricitate de 0,15 și o înclinație de 10,7° în raport cu ecliptica.